# Symplocos sararensis
Symplocos sararensis är en tvåhjärtbladig växtart som beskrevs av José Cuatrecasas. Symplocos sararensis ingår i släktet Symplocos och familjen Symplocaceae. Inga underarter finns listade i Catalogue of Life.